# Broad Blunsdon
Broad Blunsdon är en ort i Storbritannien.   Den ligger i kommunen Borough of Swindon och riksdelen England, i den södra delen av landet, 110 km väster om huvudstaden London. Broad Blunsdon ligger 142 meter över havet och antalet invånare är 1 803.
Terrängen runt Broad Blunsdon är huvudsakligen platt. Broad Blunsdon ligger uppe på en höjd. Runt Broad Blunsdon är det tätbefolkat, med 790 invånare per kvadratkilometer. Närmaste större samhälle är Swindon, 6,2 km söder om Broad Blunsdon. Runt Broad Blunsdon är det i huvudsak tätbebyggt.